# 사고 공화국
사고 공화국(事故共和國)이란 대한민국 제6공화국의 2기 정부인 문민정부(= 김영삼 정부) 집권기간인 1993년에서 1998년까지 온갖 대형참사가 빈발한 것을 이르는 말이다. 1993년 3월 27일 우암 상가아파트 붕괴 사고를 시작으로 1995년 6월 29일 당시로서 건물 붕괴사고 사망자 수 세계기록을 갱신한 삼풍백화점 붕괴 사고에서 그 정점을 찍었고, 외환위기가 일어남으로 인해 문민정부는 그 생명력을 다했다. 사고 공화국 기간은 문민정부 기간과 거의 일치하며, 이 시기 일어난 사건사고로는 다음과 같은 것들이 있다.
1. 1993년 1월 7일 우암상가아파트 붕괴 사고- 사망자 29명, 부상자 48명
2. 1993년 3월 27일 구포역 열차 전복 사고 - 사망자 78명, 부상자 198명
3. 1993년 6월 10일 연천 예비군 훈련장 폭발 사건 - 사망자 20명
4. 1993년 7월 26일 아시아나항공 733편 추락 사고 - 사망자 68명
5. 1993년 10월 10일 서해훼리호 침몰 사고 - 사망자 292명
6. 1994년 9월 21일 지존파 검거 - 연쇄살인 피해자 5명
7. 1994년 10월 21일 성수대교 붕괴 사고 - 사망자 32명, 부상자 17명
8. 1994년 10월 24일 충주호 유람선 화재사고 - 사망자 25명, 부상자 33명, 실종자 1명
9. 1994년 12월 7일 아현동 도시가스 폭발 사고 - 사망자 12명, 부상자 101명, 건물 145채 파손
10. 1995년 4월 28일 대구 지하철 가스 폭발 사고 - 사망자 101명, 부상자 202명, 건물 346채 파손
11. 1995년 6월 29일 삼풍백화점 붕괴 사고 - 사망자 502명, 부상자 937명, 실종자 6명
12. 1995년 8월 23일 경기여자기술학교 화재 - 사망자 37명, 부상자 16명
13. 1996년 8월 13일 연세대 사태 - 사망자 1명, 부상자 890여명
14. 1997년 8월 6일 대한항공 801편 추락 사고 - 사망자 228명, 부상자 26명
15. 1997년 12월 3일 외환위기